# Neelysia
Neelysia is een geslacht van vlinders uit de familie prachtmotten (Cosmopterigidae).

## Soorten
- N. agnetella Walsingham, 1907
- N. alveata Meyrick, 1915
- N. anthinella Walsingham, 1907
- N. argyresthiella Walsingham, 1907
- N. basivittata Walsingham, 1907
- N. cleodorella Walsingham, 1907
- N. complanella Walsingham, 1907
- N. cuprea Walsingham, 1907
- N. erebogramma Meyrick, 1935
- N. exaltata Walsingham, 1907
- N. fuscodentata Walsingham, 1907
- N. fuscofusa Walsingham, 1907
- N. incongrua Walsingham, 1907
- N. lignicolor Walsingham, 1907
- N. mactella Walsingham, 1907
- N. mormopica Meyrick, 1935
- N. municeps Walsingham, 1907
- N. nemoricola Walsingham, 1907
- N. ningorella Walsingham, 1907
- N. ningorifera Walsingham, 1907
- N. palmifera Meyrick, 1935

- N. paltodorella Walsingham, 1907
- N. petalifera Walsingham, 1907
- N. pluviella Walsingham, 1907
- N. poeciloceras Walsingham, 1907
- N. psaroderma Walsingham, 1907
- N. rediviva Walsingham, 1907
- N. repandella Walsingham, 1907
- N. rotifer Walsingham, 1907
- N. sciurella Walsingham, 1907
- N. semifusa Walsingham, 1907
- N. subaurata Walsingham, 1907
- N. terminella Walsingham, 1907
- N. tigrina (Butler, 1881)
- N. tischeriella Walsingham, 1907